# Министерство по делам детей и семьи (Норвегия)
Министерство по делам детей и семьи Норвегии (норв. Barne- og familiedepartementet, BFD) создано в 1989 году и изначально называлось Министерством по делам семьи и потребителей. Было переименовано в Министерство по делам детей и семьи в 1991 году, в Министерство по делам детей и равноправия в 2006 году, в Министерство по делам детей, равноправия и социальной интеграции в 2010 году, а своё нынешнее название получило в 2019 году.
Отвечает за воспитание и условия жизни детей и молодежи, семью и совместное проживание, религию и убеждения, а также за потребительскую политику.

## Дочерние органы
- Норвежский совет потребителей
- Норвежской Комиссия споров потребителей
- Норвежский омбудсмен потребителей
- Норвежский директорат по делам детей, молодежи и семьи
- Норвежский омбудсмен по делам равенства и запрета дискриминации
- Норвежский трибунал по делам равенства и запрета дискриминации
- Апелляционный совет по вопросам равенства и запрета дискриминации
- Норвежская служба труда и социального обеспечения
- Уполномоченный офис по правам ребенка в Норвегии